# Lijst van getallen in diverse talen
De Lijst van getallen in diverse talen geeft een overzicht van de telwoorden voor de getallen 1-10 en enkele andere in diverse talen.
De tabellen zijn niet volledig ingevuld. Hogere hoofdtelwoorden zijn opgenomen als ze niet vanzelfsprekend zijn.
Gebruikte afkortingen:
c: cijfer (indien afwijkend van het gebruik in combinatie met een zelfstandig naamwoord)
m, v, o: met mannelijk, vrouwelijk, onzijdig woord
r: rangtelwoord (rangtelwoorden zijn opgenomen als ze heel anders zijn dan het hoofdtelwoord.)
+: met uitgang, afhankelijk van naamval en genus

## Indo-Europese talen

### Germaanse talen
|      | Proto-Germaans | Engels                       | Nederlands                            | Duits                 | Deens      | Fries       | Noors       | Zweeds                    | IJslands       | Faeröers | Nedersaksisch         | Limburgs              |
| ---- | -------------- | ---------------------------- | ------------------------------------- | --------------------- | ---------- | ----------- | ----------- | ------------------------- | -------------- | -------- | --------------------- | --------------------- |
| 0    |                | zero, nought, nil            | nul                                   | null                  | nul        | nul         | null        | noll                      | núll           | null     | nul                   | nul                   |
| 1    | *ainaz         | one r: first                 | een (één) r: eerst(e)                 | ein+ c: Eins r: erste | én         | ien         | en          | o: ett m, v: en r: första | einn           | eitt     | iene                  | ein r: ieërste        |
| 2    | *twai          | two r: second                | twee r: tweede ongebruikelijk: andere | zwei                  | to         | twa         | to          | två r: andra              | tveir          | tvey     | twieë                 | twieë r: twieëdje     |
| 3    | *þrijiz        | three r: third               | drie r: derde                         | drei r: dritte        | tre        | trije       | tre         | tre                       | þrir           | trý      | dreeë                 | drei r: dêrdje        |
| 4    | *fiðwor        | four                         | vier                                  | vier                  | fire       | fjouwer     | fire        | fyra                      | fjórir         | fýra     | vêre                  | veer                  |
| 5    | *fimf          | five                         | vijf                                  | fünf                  | fem        | fiif        | fem         | fem                       | fimm           | fimm     | vieve                 | viêf                  |
| 6    | *sehs          | six                          | zes                                   | sechs                 | seks       | seis        | seks        | sex                       | sex            | seks     | zesse                 | zès / zés             |
| 7    | *sebun         | seven                        | zeven                                 | sieben                | syv        | sân         | syv / sju   | sju                       | sjö            | sjey     | zeuvene (zeume)       | zeve                  |
| 8    | *ahtōu         | eight                        | acht                                  | acht                  | otte       | acht        | åtte        | åtta                      | átta           | átta     | achte                 | acht                  |
| 9    | *newun         | nine                         | negen                                 | neun                  | ni         | njoggen     | ni          | nio                       | níu            | níggju   | nègene (nèènge)       | neûge                 |
| 10   | *tehun         | ten                          | tien                                  | zehn                  | ti         | tsien       | ti          | tio                       | tíu            | tíggju   | têne                  | tieën                 |
| 11   | *ainalif       | eleven                       | elf                                   | elf                   | elleve     | alve        | elleve      | elva                      | ellefu         | ellivu   | elf                   | elf                   |
| 12   | *twalif        | twelve (dozen)               | twaalf (dozijn)                       | zwölf (Dutzend)       | tolv       | tolve       | tolv        | tolv                      | tólf           | tólv     | twålf                 | twelf                 |
| 13   |                | thirteen                     | dertien                               | dreizehn              | tretten    | trettjin    | tretten     | tretton                   | þrettán        |          | därtêne               | dêrtieën              |
| 14   |                | fourteen                     | veertien                              | vierzehn              | fjorten    | fjirtjin    | fjorten     | fjorton                   | fjórtán        |          | vêrtêne               | veertieën             |
| 20   |                | twenty (score)               | twintig (stijg)                       | zwanzig               | tyve       | tweintich   | tyve / tjue | tjugo                     | tuttugu        | tjúgu    | twêntig               | twîntjig              |
| 30   |                | thirty                       | dertig                                | dreißig               | tredive    | tritich     | tretti      | trettio                   | þrjátíu        |          | därtig                | dêrtjig               |
| 40   |                | forty                        | veertig                               | vierzig               | fyrre      | fjirtich    | førti       | fyrtio                    | fjörutíu       |          | vêrtig                | veertjig              |
| 50   |                | fifty                        | vijftig                               | fünfzig               | halvtreds  | fyftich     | femti       | femtio                    | fimmtíu        |          | vieftig               | vieftig / fieftig     |
| 60   |                | sixty (threescore)           | zestig                                | sechzig               | tres       | sekstich    | seksti      | sextio                    | sextíu         |          | zestig                | zestig / sestig       |
| 70   |                | seventy (threescore and ten) | zeventig                              | siebzig               | halvfjerds | santich     | sytti       | sjuttio                   | sjötíu         |          | zeuvenentig (zeumtig) | zeventjig / seventjig |
| 80   |                | eighty (fourscore)           | tachtig                               | achtzig               | firs       | tachtich    | åtti        | åttio                     | áttatíu        |          | tachtig               | tachtig / achetig     |
| 90   |                | ninety (fourscore and ten)   | negentig                              | neunzig               | halvfems   | njoggentich | nitti       | nittio                    | níutíu         |          | nègenentig (nèèngtig) | neûgentjig            |
| 100  |                | (one) hundred                | honderd                               | hundert               | hundrede   | hûndert     | ett hundre  | ett hundra                | (eitt) hundrað | hundrað  | hønderd               | hóngerd               |
| 1000 |                | (one) thousand               | duizend                               | tausend               | tusind     | tûzen       | tusen       | tusen                     | (eitt) þúsund  |          | dūzend                | doêzendj              |

### Romaanse talen
|      | Latijn               | Italiaans   | Spaans              | Frans                                     | Roemeens      | Portugees  | Catalaans  | Galicisch                   |
| ---- | -------------------- | ----------- | ------------------- | ----------------------------------------- | ------------- | ---------- | ---------- | --------------------------- |
| 0    | (zipherum) / nullum  | zero        | cero                | zéro                                      | zero          | zero       | zero       | cero                        |
| 1    | unus / una / unum    | uno         | uno+ r: primero+    | m:un, v:une r: m:premier, v:première      | unu           | um         | un         | un / unha                   |
| 2    | duo / duae           | due         | dos r: segundo+     | deux r: deuxième of second(e)             | doi           | dois       | dos        | dous / dúas                 |
| 3    | tres / tria          | tre         | tres r: tercero+    | trois                                     | trei          | três       | tres       | tres                        |
| 4    | quattuor             | quattro     | cuatro r: cuarto+   | quatre                                    | patru         | quatro     | quatre     | catro                       |
| 5    | quinque              | cinque      | cinco r: quinto+    | cinq                                      | cinci         | cinco      | cinc       | cinco                       |
| 6    | sex                  | sei         | seis r: sexto+      | six                                       | şase          | seis       | sis        | seis                        |
| 7    | septem               | sette       | siete r: séptimo+   | sept                                      | şapte         | sete       | set        | sete                        |
| 8    | octo                 | otto        | ocho r: octavo+     | huit                                      | opt           | oito       | vuit       | oito                        |
| 9    | novem                | nove        | nueve r: noveno+    | neuf                                      | nouă          | nove       | nou        | nove                        |
| 10   | decem                | dieci       | diez r: décimo+     | dix                                       | zece          | dez        | deu        | dez                         |
| 11   | undecim              | undici      | once r: undécimo+   | onze                                      | unsprezece    | onze       | onze       | once                        |
| 12   | duodecim             | dodici      | doce                | douze                                     | doisprezece   | doze       | dotze      | doce                        |
| 13   | tredecim             | tredici     | trece               | treize                                    | treisprezece  | treze      | tretze     | trece                       |
| 14   | quattuordecim        | quattordici | catorce             | quatorze                                  | patrusprezece | catorze    | catorze    | catorce                     |
| 15   | quindecim            | quindici    | quince              | quinze                                    | cincisprezece | quinze     | quinze     | quince                      |
| 16   | sedecim              | sedici      | dieciséis           | seize                                     | şaisprezece   | dezasseis  | setze      | dezaseis                    |
| 17   | septendecim          | diciassette | diecisiete          | dix-sept                                  | şaptesprezece | dezassete  | disset     | dezasete                    |
| 18   | duodeviginti (20-2)  | diciotto    | dieciocho           | dix-huit                                  | optsprezece   | dezoito    | divuit     | dezaoito                    |
| 19   | undeviginti (20-1)   | diciannove  | diecinueve          | dix-neuf                                  | noăsprezece   | dezanove   | dinou      | dezanove                    |
| 20   | viginti              | venti       | veinte r: vigésimo+ | vingt                                     | douăzeci      | vinte      | vint       | vinte                       |
| 21   | vinginti unus /a /um | ventuno     |                     | vingt-et-un(e)                            |               |            |            | vinte e un / vinte e unha   |
| 22   | vinginti duo /ae     | ventidue    |                     | vingt-deux                                |               |            |            | vinte e dous / vinte e dúas |
| 60   | sexaginta            | sessanta    | sesenta             | soixante                                  | şaizeci       | sessenta   | seixanta   | sesenta                     |
| 70   | septuaginta          | settanta    | setenta             | soixante-dix (buiten Frankrijk: septante) | şaptezeci     | setenta    | setanta    | setenta                     |
| 80   | octoginta            | ottanta     | ochenta             | quatre-vingts (huitante of octante)       | optzeci       | oitenta    | vuitanta   | oitenta                     |
| 90   | nonaginta            | novanta     | noventa             | quatre-vingt-dix (nonante)                | noăzeci       | noventa    | noranta    | noventa                     |
| 100  | centum               | cento       | cien                | cent                                      | sută          | cem        | cent       | cen                         |
| 200  | ducenti              | duecento    | doscientos+         | deux cents                                | două sute     | duzentos   | dos-cents  | douscentos+                 |
| 500  | quingenti            | cinquecento | quinientos+         | cinq cents                                | cinci sute    | quinhentos | cinc-cents | cincocentos+, quiñentos+    |
| 1000 | mille                | mille       | mil                 | mille                                     | mie           | mil        | mil        | mil                         |

1. 1 2  Als er verschillende vormen zijn: de gegeven vorm op -o of -os is voor mannelijke zelfstandige naamwoorden. Bij vrouwelijke woorden is de uitgang -a of -as.
2. ↑  Waar een (e) tussen haakjes staat: deze is voor vrouwelijke zelfstandige naamwoorden.
3. ↑  Uitspraak als diez y seis. Deze woorden zijn aan elkaar geplakt en conform de Spaanse spellingsregels zijn sommige letters veranderd (op volkomen regelmatig wijze).
4. 1 2  En verder: soixante et onze, soixante-douze, quatre-vingt-onze enz.
5. ↑  Van 81 tot 99 vervalt de s: quatre-vingt-un enz.
6. ↑  Opmerkelijk is dat de tweede lettergreep -to is weggevallen. Dit zien we ook in het woord San (sint, heilige). De vrouwelijke vorm van cien is ook cien, het meervoud is cientos of cientas (zie volgende regel). De vrouwelijke vorm van San(to) is Santa.

### Keltische talen
Veel Keltische talen hanteren zowel een vigesimaal (20-tallig) als het modernere decimaal (10-tallig) stelsel. Ze zijn in aparte kolommen getoond
|      | Bretons        | Welsh     | Welsh         | Iers        | Iers                  | Schots Gaelisch | Schots Gaelisch   |
| ---- | -------------- | --------- | ------------- | ----------- | --------------------- | --------------- | ----------------- |
| 0    |                |           |               | nialas      | nialas                |                 |                   |
| 1    | unan           | un        | un            | aon r: céad | duine                 | aon             | aon               |
| 2    | daou           | dau       | dwy           | dó r: dara  | beirt                 | dhà             | dhà               |
| 3    | tri            | tri       | tair          | trí         | triúr                 | trì             | trì               |
| 4    | pevar          | pedwar    | pedair        | ceathair    | ceathrar              | ceithir         | ceithir           |
| 5    | pemp           | pump      | pump          | cúig        | cúigear               | còig            | còig              |
| 6    | c'hwec'h       | chwech    | chwech        | sé          | seisear               | sia             | sia               |
| 7    | seizh          | saith     | saith         | seacht      | mór-sheisar, seachtar | seachd          | seachd            |
| 8    | eizh           | wyth      | wyth          | ocht        | ochtar                | ochd            | ochd              |
| 9    | nav            | naw       | naw           | naoi        | naonúr                | naoi            | naoi              |
| 10   | deg            | deg       | deg           | deich       | deichniúr             | deich           | deich             |
| 11   | unnek          | un deg un | un ar deg     | aondéag     | aondéag               | aon-deug        | aon-deug          |
| 18   | triwec'h (3×6) |           |               |             |                       |                 |                   |
| 20   | ugent          | dau ddeg  | ugain         |             | fiche                 |                 | fichead           |
| 21   |                |           |               |             | aon is fiche          |                 |                   |
| 30   | tregont        | tri deg   | deg ar hugain | tríocha     | deich is fiche        | trithead        | deich ar fhichead |
| 31   |                |           |               |             | aondéag ar fhichid    |                 |                   |
| 40   | daou-ugent     |           |               |             | daichead              |                 |                   |
| 60   | Tri-ugent      |           |               |             | trí fichid            |                 |                   |
| 80   | pevar-ugent    | wyth deg  | pedwar ugain  | ochtó       | cheithre fichid       | ochdad          | ceithir fichead   |
| 100  | kant           | cant      | cant          | céad        | céad                  | ceud            | ceud              |
| 1000 | mil            | mil       | mil           | míle        | míle                  | mìle            | mìle              |

1. ↑  Het Welsh kent voor sommige telwoorden een mannelijke en vrouwelijke vorm.
2. 1 2 3 4 5 6 7 8 9 10  Bij het tellen van personen, de meeste van deze woorden zijn samentrekkingen van het telwoord en fear of fhear. Duine betekent mens.
3. ↑  Betekent: groot zes
4. 1 2  Een zelfstandig naamwoord komt tussen de twee delen van het telwoord, dus aon punt déag, elf pond.
5. 1 2  Dialectisch
6. ↑  Verkorting van dó fhichead, 2×20
7. ↑  Céad betekent ook Eerste. Honderdste is Céadadh.

### Baltische talen
|      | Oudpruisisch | Samogitisch | Litouws    | Lets      | Letgaals  |
| ---- | ------------ | ----------- | ---------- | --------- | --------- |
| 0    | —            |             | nulis      | nulle     |           |
| 1    | aīns         | vėins       | vienas     | viens     | vīns      |
| 2    | dwāi         | do          | du         | divi      | div       |
| 3    | trīs         | trīs        | trys       | trīs      | treis     |
| 4    | ketturjāi    | ketorė      | keturi     | četri     | četri     |
| 5    | pēnkjai      | pėnkė       | penki      | pieci     | pīci      |
| 6    | ussjai       | šešė        | šeši       | seši      | seši      |
| 7    | septinnjai   | septīnė     | septyni    | septiņi   | septeni   |
| 8    | *astōnjai    | aštounė     | aštuoni    | astoņi    | ostoni    |
| 9    | *newīnjai    | devīnė      | devyni     | deviņi    | deveni    |
| 10   | desimts      | dešimt      | dešimt     | desmit    | desmit    |
| 20   | dwiddesimts  | dvėdešim    | dvidešimt  | divdesmit | divdesmit |
| 100  | sīmtan       | šimts       | šimtas     | simts     | symts     |
| 1000 | tūsimts      | tūkstontis  | tūkstantis | tūkstotis | tyukstūša |

### Slavische talen
|          | Oost-Slavische talen | Oost-Slavische talen | Oost-Slavische talen | Oost-Slavische talen | West-Slavische talen | West-Slavische talen | West-Slavische talen | West-Slavische talen | West-Slavische talen | West-Slavische talen | West-Slavische talen | West-Slavische talen |
| Russisch | Wit-Russisch         | Oekraïens            | Roetheens            | Pools                | Silezisch            | Kasjoebisch          | Polabisch            | Neder-Sorbisch       | Opper-Sorbisch       | Tsjechisch           | Slowaaks             |                      |
| -------- | -------------------- | -------------------- | -------------------- | -------------------- | -------------------- | -------------------- | -------------------- | -------------------- | -------------------- | -------------------- | -------------------- | -------------------- |
| 0        | ноль                 | нуль                 | нуль                 | нула                 | zero                 | nul                  | nul                  |                      | nula                 | nul(a)               | nula                 | nula                 |
| 1        | один                 | адзін                | один                 | єден                 | jeden                | jedyn                | jeden                | jadån                | jaden                | jedyn                | jeden                | jeden                |
| 2        | два                  | два                  | два                  | два                  | dwa                  | dwa                  | dwa                  | dåvo                 | dwa                  | dwaj                 | dva                  | dva                  |
| 3        | три                  | тры                  | три                  | три                  | trzy                 | tři                  | trzë                 | tåri                 | tśi                  | tři                  | tři                  | tri                  |
| 4        | четыре               | чатыры               | чотири               | четыри               | cztery               | štyry                | sztërë               | citĕr                | styri                | štyri                | čtyři                | štyri                |
| 5        | пять                 | пяць                 | п'ять                | пять                 | pięć                 | pjyńć                | piãc                 | pąt                  | pěś                  | pjeć                 | pět                  | päť                  |
| 6        | шесть                | шэсць                | шість                | шість                | sześć                | šeść                 | szesc                | sist                 | šesć                 | šěsć                 | šest                 | šesť                 |
| 7        | семь                 | сем                  | сім                  | сїм                  | siedem               | śedym                | sétmë                | sidĕm                | sedym                | sydom                | sedm                 | sedem                |
| 8        | восемь               | восем                | вісім                | вусям                | osiem                | uoźym                | òsmë                 | visĕm                | wósym                | wosom                | osm                  | osem                 |
| 9        | девять               | дзевяць              | дев'ять              | девять               | dziewięć             | dźewjyńć             | dzewiãc              | divąt                | źewjeś               | dźewjeć              | devět                | deväť                |
| 10       | десять               | дзесяць              | десять               | десять               | dziesięć             | dźeśyńć              | dzesãc               | disąt                | źaseś                | dźesać               | deset                | desať                |
| 20       | двадцать             | дваццаць             | двадцять             | двадцять             | dwadzieścia          | dwadźyśća            | dwadzescë            |                      | dwaźasća             | dwaceći              | dvacet               | dvadsať              |
| 100      | сто                  | сто                  | сто                  | сто                  | sto                  | sto                  | sto                  |                      | sto                  | sto                  | sto                  | sto                  |
| 1000     | тысяча               | тысяча               | тисяча               | тісяч                | tysiąc               | tyśůnc               | tësąc                |                      | towzynt, tysac       | tysac                | tisíc                | tisíc                |

|          | Zuid-Slavische talen | Zuid-Slavische talen | Zuid-Slavische talen | Zuid-Slavische talen | Zuid-Slavische talen | overige        | overige        | overige    | overige |
| Sloveens | Kroatisch            | Servisch             | Macedonisch          | Bulgaars             | Oudkerkslavisch      | Oerslavisch    | Interslavisch  | Russenorsk |         |
| -------- | -------------------- | -------------------- | -------------------- | -------------------- | -------------------- | -------------- | -------------- | ---------- | ------- |
| 0        | nič                  | nula                 | нула                 | нула                 | нула                 |                |                | nula       |         |
| 1        | ena                  | jedan                | један                | еден                 | един                 | ѥдинъ          | jedinŭ         | jedin      | odín    |
| 2        | dva                  | dva                  | два                  | два                  | два                  | дъва           | dŭva           | dva        | tva     |
| 3        | tri                  | tri                  | три                  | три                  | три                  | трьѥ           | trĭje          | tri        | tri     |
| 4        | štiri                | četiri               | четири               | четири               | четири               | чєтырє         | četyre         | četyri     | sheteri |
| 5        | pet                  | pet                  | пет                  | пет                  | пет                  | пѧть           | pętĭ           | pęť        | pjôet   |
| 6        | šest                 | šest                 | шест                 | шест                 | шест                 | шєсть          | šestĭ          | šesť       | sêst    |
| 7        | sedem                | sedam                | седам                | седум                | седем                | сєдмь          | sedmĭ          | sedm       | sêm     |
| 8        | osem                 | osam                 | осам                 | осум                 | осем                 | осмь           | osmĭ           | osm        | vôsom   |
| 9        | devet                | devet                | девет                | девет                | девет                | дєвѧть         | devętĭ         | devęť      | divit   |
| 10       | deset                | deset                | десет                | десет                | десет                | дєсѧть         | desętĭ         | desęť      | desit   |
| 20       | dvajset              | dvadeset             | двадесет             | дваесет              | двадесет             | дъва десѧти    | dŭva desęti    | dvadesęt   |         |
| 100      | sto                  | sto                  | сто                  | сто                  | сто                  | съто           | sŭto           | sto        |         |
| 1000     | tisoč                | tisuća               | хиљада               | хиљада               | хиляда               | тꙑсѫщи, тꙑсѧщи | tysǫťi, tysęťi | tysęć      |         |

1. 1 2 3  afkomstig uit het Grieks (chilia)

### Overig
|      | Grieks      | Albanees | Armeens |
| ---- | ----------- | -------- | ------- |
| 0    | μηδέν       | zero     | զրո     |
| 1    | ένα         | një      | մեկ     |
| 2    | δύο         | dy       | երկու   |
| 3    | τρία        | tre      | երեք    |
| 4    | τέσσερα     | katër    | չորս    |
| 5    | πέντε       | pesë     | հինգ    |
| 6    | έξι         | gjashtë  | վեց     |
| 7    | επτά        | shtatë   | յոթ     |
| 8    | οκτώ        | tetë     | ութ     |
| 9    | εννέα       | nëntë    | ինը     |
| 10   | δέκα        | dhjetë   | տասը    |
| 100  | εκατοντάδες | njëqind  | հարյուր |
| 1000 | χιλιάδες    | mijë     | հազար   |

## Fins-Oegrische talen
|            | Fins                    | Fins                    | Estisch hoofdtelw. | Hongaars    | Hongaars    |
| hoofdtelw. | rangtelw.               | hoofdtelw.              | Estisch hoofdtelw. | rangtelw.   |             |
| ---------- | ----------------------- | ----------------------- | ------------------ | ----------- | ----------- |
| 0          | nolla                   | nolla                   | null               | nulla       | nulla       |
| 1          | yksi+                   | ensimmäinen+            | üks                | egy         | első        |
| 2          | kaksi+                  | toinen+                 | kaks               | kettő / két | második     |
| 3          | kolme+                  | kolme+                  | kolm               | három       | harmadik    |
| 4          | neljä+                  | neljä+                  | neli               | négy        | negyedik    |
| 5          | viisi+                  | viisi+                  | viis               | öt          | öt          |
| 6          | kuusi+                  | kuusi+                  | kuus               | hat         | hat         |
| 7          | seitsemän+              | seitsemän+              | seitse             | hét         | hetedik     |
| 8          | kahdeksan+              | kahdeksan+              | kaheksa            | nyolc       | nyolc       |
| 9          | yhdeksän+               | yhdeksän+               | üheksa             | kilenc      | kilenc      |
| 10         | kymmenen+               | kymmenen+               | kümme              | tíz         | tizedik     |
| 11         | yksitoista+             | yksitoista+             | üksteist           | tizenegy    | tizenegy    |
| 20         | kaksikymmentä+, kakskyt | kaksikymmentä+, kakskyt | kakskümmend        | húsz        | huszadik    |
| 30         | kolmekymmentä+, kolkyt  | kolmekymmentä+, kolkyt  |                    | harminc     | harminc     |
| 40         |                         |                         |                    | negyven     | negyven     |
| 100        | sata+                   | sata+                   | sada               | száz        | száz        |
| 1000       | tuhat+                  | tuhat+                  | tuhat              | ezer        | ezredik     |
| 1 000 000  | miljoona+               | miljoona+               | miljon             | millió      | milliomodik |

1. 1 2  In naamvallen beginnend met yhde-, kahde-
2. 1 2 3 4  De woorden voor 8 en 9 zijn duidelijk afgeleid van 2 en 1, kennelijk betekenden ze oorspronkelijk: 2 resp.  1 minder dan 10.
3. ↑  Toista is een vorm van het rangtelwoord toinen. Yksitoista betekent dus: tweede één.
4. 1 2  Dit is een Indogermaans woord

## Sino-Tibetaanse talen
|             | Hanzi | Mandarijn (hanyu pinyin) | Kantonees (Yale (romanisatie)) |
| ----------- | ----- | ------------------------ | ------------------------------ |
| 1           | 一    | yī                       | jat7                           |
| 2           | 二    | èr                       | ji6                            |
| 3           | 三    | sān                      | saam1                          |
| 4           | 四    | sì                       | sei3                           |
| 5           | 五    | wǔ                       | ng5                            |
| 6           | 六    | liù                      | luk9                           |
| 7           | 七    | qī                       | cat7                           |
| 8           | 八    | bā                       | baat8                          |
| 9           | 九    | jiǔ                      | gau2                           |
| 10          | 十    | shí                      | sap9                           |
| 100         | 百    | bǎi                      | baak3                          |
| 1000        | 千    | qiān                     | chin1                          |
| 10 000      | 萬    | wàn                      | maan6                          |
| 100 000 000 | 億    | yì                       | yik1                           |

1. ↑  Wanneer het telwoord in combinatie met een maatwoord wordt gebruikt gebruikt het Chinees 兩 in plaats van 二.

## Kunsttalen
|      | Esperanto | Lojban | Uropi | Ido                 |
| ---- | --------- | ------ | ----- | ------------------- |
| 1    | unu       | pa     | un    | un                  |
| 2    | du        | re     | du    | du                  |
| 3    | tri       | ci     | tri   | tri                 |
| 4    | kvar      | vo     | kwer  | quar                |
| 5    | kvin      | mu     | pin   | kin                 |
| 6    | ses       | xa     | ses   | sis                 |
| 7    | sep       | ze     | sep   | sep                 |
| 8    | ok        | bi     | oc    | ok                  |
| 9    | naŭ       | so     | nev   | non                 |
| 10   | dek       | pano   | des   | dek                 |
| 11   | dekunu    | papa   | desùn | dek-e-un / dek e un |
| 12   | dekdu     | pare   | desdù | dek-e-du / dek e du |
| 20   | dudek     | reno   | dudes | dua-dek / duadek    |
| 100  | cent      | panono | sunte | cent                |
| 1000 | mil       | ki'o   | tilie | mil                 |